# Rhamphomyia taimyrensis
Rhamphomyia taimyrensis är en tvåvingeart som beskrevs av Frey 1950. Rhamphomyia taimyrensis ingår i släktet Rhamphomyia och familjen dansflugor. Inga underarter finns listade i Catalogue of Life.